# Koenraad van Urach

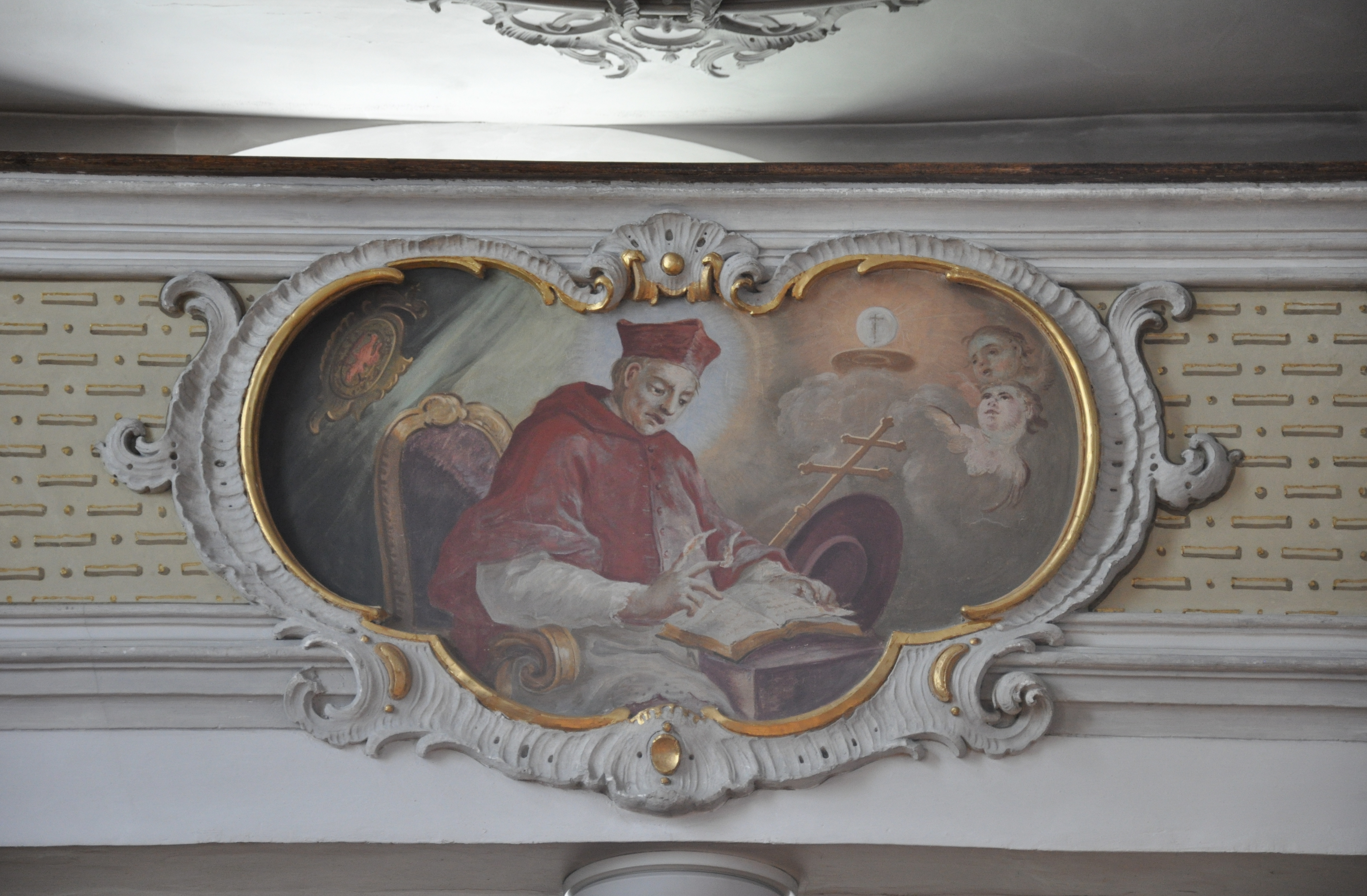
Kardinaal Koenraad van Urach afgebeeld met lichtende vingers; zo kon hij 's nachts lezen volgens de monniken van Clairvaux.

Koenraad van Urach (Urach, circa 1165 – Bari, 30 september 1227) maakte carrière naar de top van de Cisterciënzerorde, en werd later kardinaal en diplomaat voor paus Honorius III. Hij werd een van zijn grootste ambassadeurs genoemd.

## Levensloop

### Priester in Luik

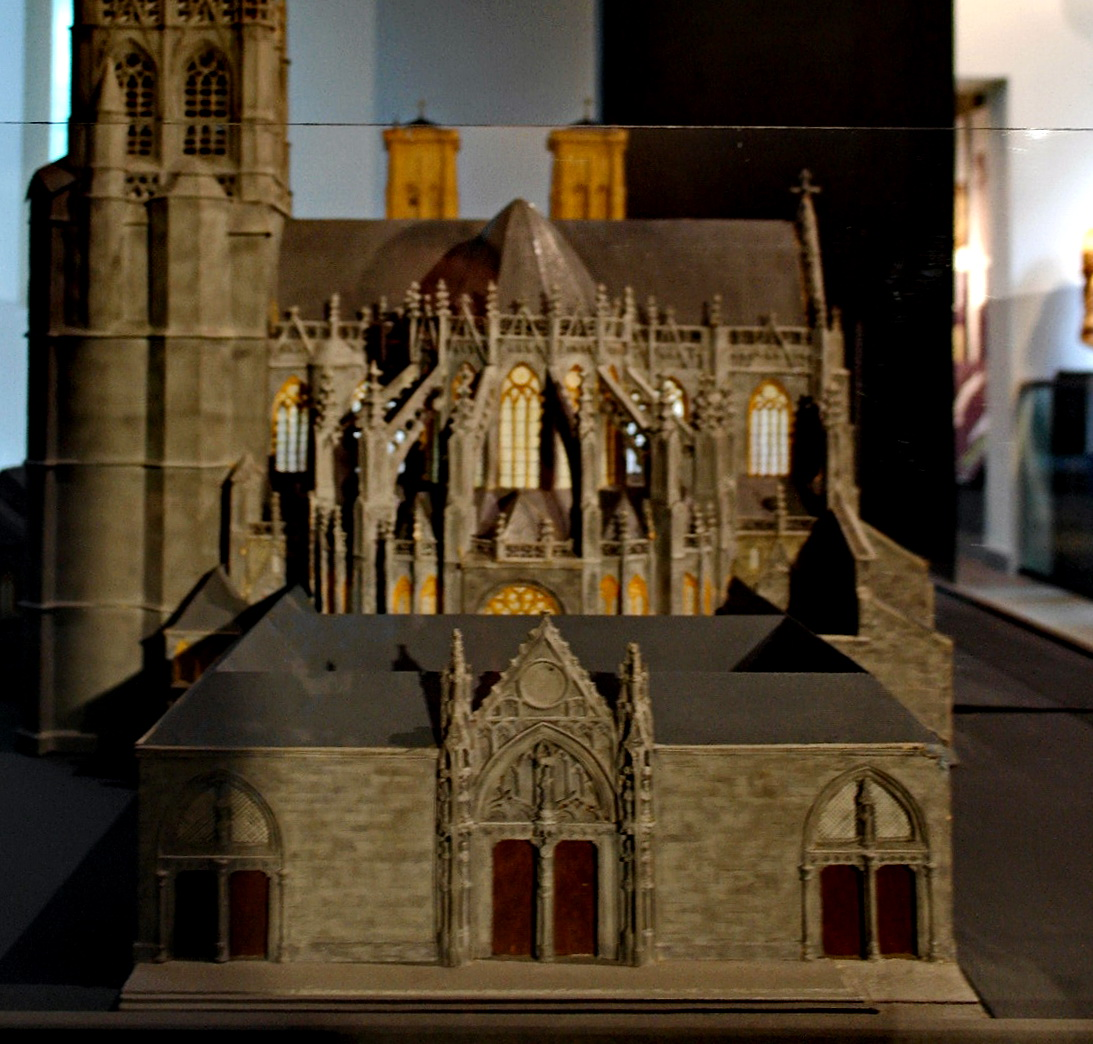
Sint-Lambertuskathedraal van Luik (model); hier groeide de jonge Koenraad op.

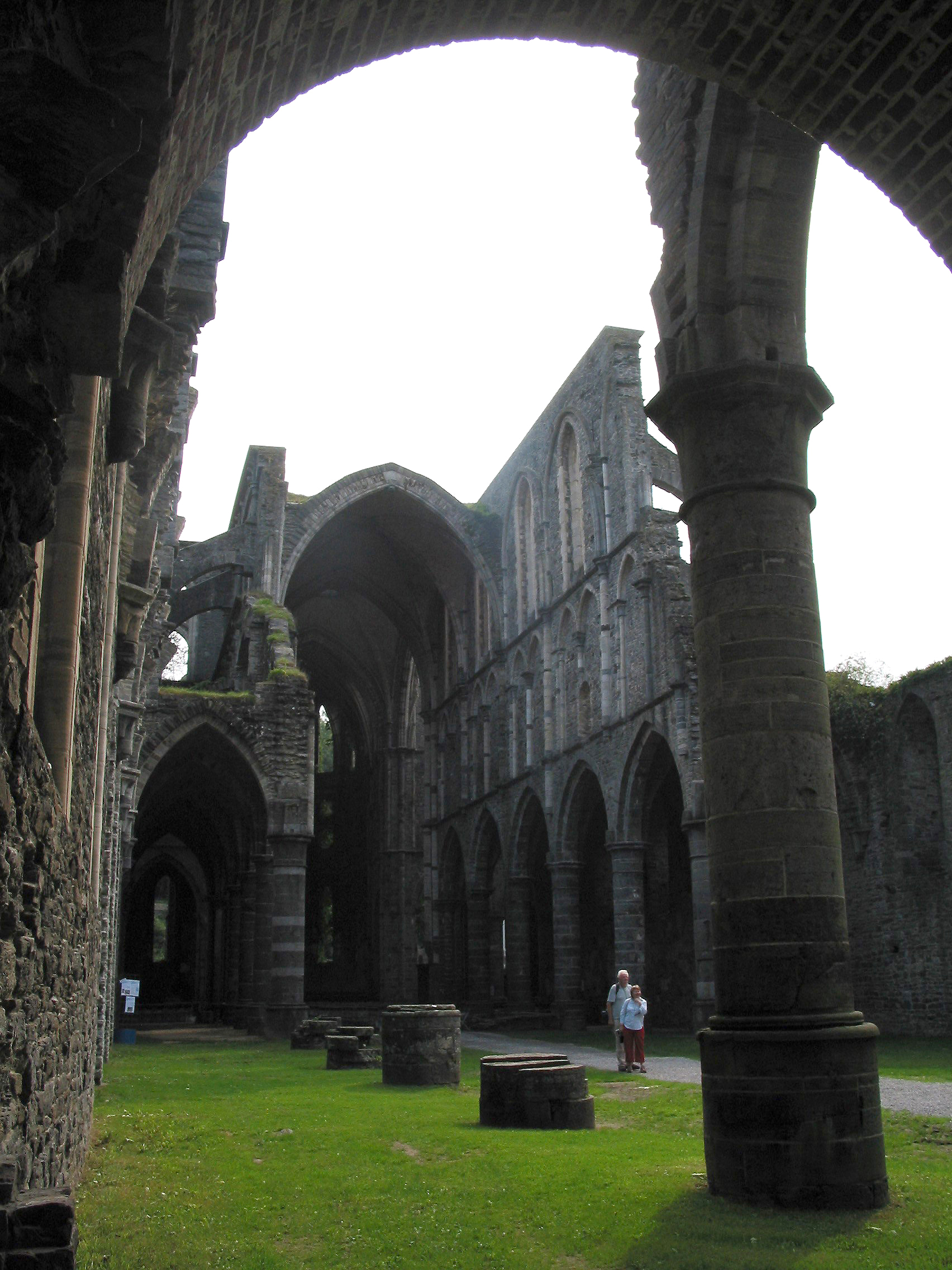
Abdij van Villers in het hertogdom Brabant

Koenraad was een telg uit het grafelijk huis Urach. Zijn ouders waren Egino IV van Urach en Agnes van Zähringen. Reeds in de kinderjaren stuurden zijn ouders hem naar het prinsbisdom Luik. Aan de beroemde kathedraalschool van Luik kreeg Koenraad een opleiding tot clericus. Zijn grootoom Rudolf van Zähringen, prins-bisschop, zag toe op de kerkelijke opleiding van Koenraad. Einde 12e eeuw werd Koenraad kanunnik in het kapittel van Sint-Lambertus en vervolgens deken van het kapittel (1195-1198). Toen de machtige keizer van het Duitse Rijk en van Sicilië, Hendrik VI, zich wou wreken op het huis Zähringen, werden er gevangen uitgewisseld. Zo belandde Koenraad in een gevangenis van de keizer. Eénmaal vrij hield hij de Rooms-Duitse rijkskerk voor bekeken en wenste hij toe te treden tot een kloosterorde.

### Cisterciënzer
Koenraad koos voor de cisterciënzer Abdij van Villers, gelegen in het hertogdom Brabant doch onder kerkelijke voogdij van het bisdom Luik. De abdij kende het hoogtepunt van haar bestaan. In 1199 trad Koenraad toe als cisterciënzer monnik. Hij maakte carrière binnen deze kloosterorde. Hij werd abt van Villers (1209-1214), abt van Clairvaux (1214-1217) in het bisdom Langres en abt van de moederabdij van Cîteaux (1217-1219). In deze periode van abt ontplooide Koenraad zich niet alleen tot een goede bestuurder van een welvarende abdij; hij maakte naam als diplomaat van de orde der cisterciënzers. Zo maakte hij een visitatie naar de abdijen in Engeland en zat hij de algemene kapittels van de orde voor in de jaren 1217-1218. Het organisatietalent van Koenraad kwam ter ore aan paus Honorius III. Paus Honorius III was verwikkeld in de Investituurstrijd met keizer Frederik II, een strijd rond de Rooms-Duitse kroon die Koenraad maar al te goed kende van zijn tijd in Luik.

### Pauselijk legaat

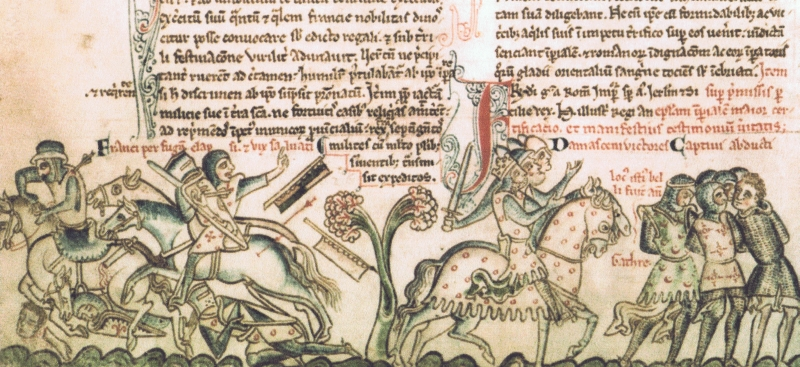
Jaren predikte Koenraad voor een Zesde Kruistocht, in opdracht van paus Honorius III.

De paus benoemde Koenraad tot kardinaal (1219) en hierbij ook tot bisschop van Porto-Santa Rufina in Rome. Koenraad werd een diplomaat, een pauselijk legaat. De eerste opdracht van de paus voor Koenraad was de strijd aan te vuren in de Albigenzische oorlog in Zuid-Frankrijk, ook bekend als de kruistoch tegen de Katharen. Koenraad verbleef in de Provence (1219-1223) en poogde er de abdijen te hervormen, als deel van de Inquisitie. Dit mislukte. Hij wou een militaire kloosterorde oprichten, de Broeders van het Geloof, naar analogie met de Tempeliers. Ook dit mislukte. Wel had hij succes door de stichting van de Dominicanen te steunen; zo ontmoette Koenraad, in opdracht van de paus, Dominicus Guzman, hun stichter. Ook richtte Koenraad, in opdracht van de paus, de medische faculteit van Montpellier in Zuid-Frankrijk. Hij trok in opdracht van de paus naar abdijen in Spanje.
Koenraad vroeg de paus nadien om een bisschopszetel in Zuid-Frankrijk; hij vroeg eigenlijk een einde van de pauselijke opdracht. Maar de paus weigerde. In 1223 zat Koenraad terug in Rome, bij de pauselijke hofhouding. Paus Honorius III had een tweede opdracht voor Koenraad als pauselijke legaat. Koenraad moest zich begeven naar de Rooms-Duitse keizer Frederik II om hem te herinneren aan diens belofte om een kruistocht in het Heilig Land te voeren. Dit zou de Zesde Kruistocht worden, maar Frederik II talmde. Koenraad kende een andere mislukking. De koningen Lodewijk VIII van Frankrijk en Hendrik III van Engeland geraakten het niet eens, ondanks bemiddeling van Koenraad. Zonder steun van beide vorsten zou een kruistocht maar zwak zijn. Koenraad predikte, ondanks tegenkanting van vorsten, de kruistocht. Hij reisde doorheen meerdere gebieden van het Rooms-Duitse Rijk, op bevel van de paus; het ging om Beieren, Neder-Lotharingen en ook in Luik, Oostenrijk en Holland onder andere. Hij behaalde wat successen als pauselijk legaat door kerkelijke discipline op te leggen; dit kon hij realiseren tijdens een concilie in Mainz (1225). In 1226 keerde Koenraad over de Alpen terug naar Rome. In 1227 stierf paus Honorius III, de beschermheer van Koenraad.
Koenraad besliste daarop zelf op kruistocht te gaan, iets waartoe hijzelf jaren had opgeroepen in Duitse steden. Bij de ontscheping in Bari (1227) stierf Koenraad.

## Na zijn dood
Het lichaam van Koenraad werd getransporteerd van Bari naar Clairvaux. De monniken van Clairvaux schreven het leven van Koenraad op, met het oog op een zaligverklaring. Die is er nooit gekomen. Zo beschreven monniken hoe er licht uit zijn duim kwam zodat Koenraad ’s nachts boeken kon lezen. Zijn nederigheid moest blijken uit zijn uitspraak dat hij het leven verkoos van kok in de abdij van Villers dan van een pauselijk legaat op reis. Alleszins werd Koenraad van Urach beschouwd als een van de belangrijkste ambassadeurs van de machtige paus en vorst Honorius III.
- Gemeinsame Normdatei: 119169657
- International Standard Name Identifier: 0000 0001 0399 5785
- Library of Congress Control Number: n94082569
- Nederlandse Thesaurus van Auteursnamen: 158408756
- Virtual International Authority File: 31230342
- WorldCat: E39PBJdGJm66XK7tMkc9CF7bVC